# Madonna col Bambino e due angeli (Botticelli Napoli)
La Madonna con il Bambino e due angeli è un dipinto a tempera su tavola (100 × 71 cm) di Sandro Botticelli, databile al 1468–1469 e conservato nel Museo nazionale di Capodimonte a Napoli.

## Storia
Il dipinto è una delle poche opere quattrocentesche provenienti dalla collezione Farnese. Non si conosce chi sia il committente e come l'opera sia giunta presso le proprietà della famiglia pontificia. La tavola viene per la prima volta citata negli inventari di palazzo Farnese a Roma cinquecenteschi con l'attribuzione al Lippi. Studi successivi più approfonditi hanno permesso di assegnarlo al Botticelli. La data non è conosciuta con precisione, ma alcuni dettagli, come la tipologia dei volti, fanno pensare che l'opera risalga al periodo della Fortezza, verso il 1470.
Nel 1760 l'opera segue le vicende dell'intera collezione farnesiana e pertanto viene trasferita a Napoli per volere del re di Napoli Ferdinando IV di Borbone.

## Descrizione e stile
La composizione deriva dall'esempio di Filippo Lippi (come la Lippina del 1465 circa), con Maria che tiene in grembo il Bambino sostenuto da due angioletti, ma anche dalla Madonna del Latte di Verrocchio, di pochi anni prima. Sullo sfondo, oltre un alto parapetto marmoreo, si apre un paesaggio roccioso tratteggiato sinteticamente; la composizione si sviluppa quindi per piani scalari, svolgendo una mediazione tra lo spazio teorico reso dal piano prospettico e quello reale costituito dai personaggi in primo piano.
Da Filippo Lippi derivano anche il predominio della linea di contorno e il panneggio vibrante, anche se le forme appaiono ormai più dolcemente fuse, con atteggiamenti più complessi delle sue opere. Il colore acceso dal chiaroscuro incisivo e dal tono bronzeo deriva dall'esempio di Antonio del Pollaiolo, mentre la fisionomia del Bambino è ormai personalizzata e non segue l'esempio del Verrocchio come in opere immediatamente precedenti.
Il tono dei personaggi è serio, pensoso, assorto nella propria bellezza e venato di malinconia, come tipico della produzione botticelliana. La testa della Vergine, dal mento appuntito, deriva dall'esempio di Verrocchio e ricorda da vicino quelle della Madonna in gloria di serafini, della Madonna dell'eucaristia, della Madonna della Loggia o della Fortezza, tutte databili in quegli anni.